# Liptovská Teplá
Liptovská Teplá és un poble i municipi d'Eslovàquia que es troba a la regió de Žilina, al centre-nord del país.

## Demografia
| Godina             | 1994 | 2004   | 2014    | 2024   |
| ------------------ | ---- | ------ | ------- | ------ |
| Nombre de persones | 876  | 903    | 1007    | 1018   |
| Diferència         |      | +3,08% | +11,51% | +1,09% |

| Godina             | 2023 | 2024   |
| ------------------ | ---- | ------ |
| Nombre de persones | 1025 | 1018   |
| Diferència         |      | −0,68% |